# Benkestok

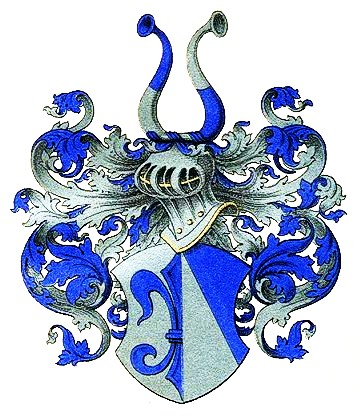
Neuere Darstellung des Wappens

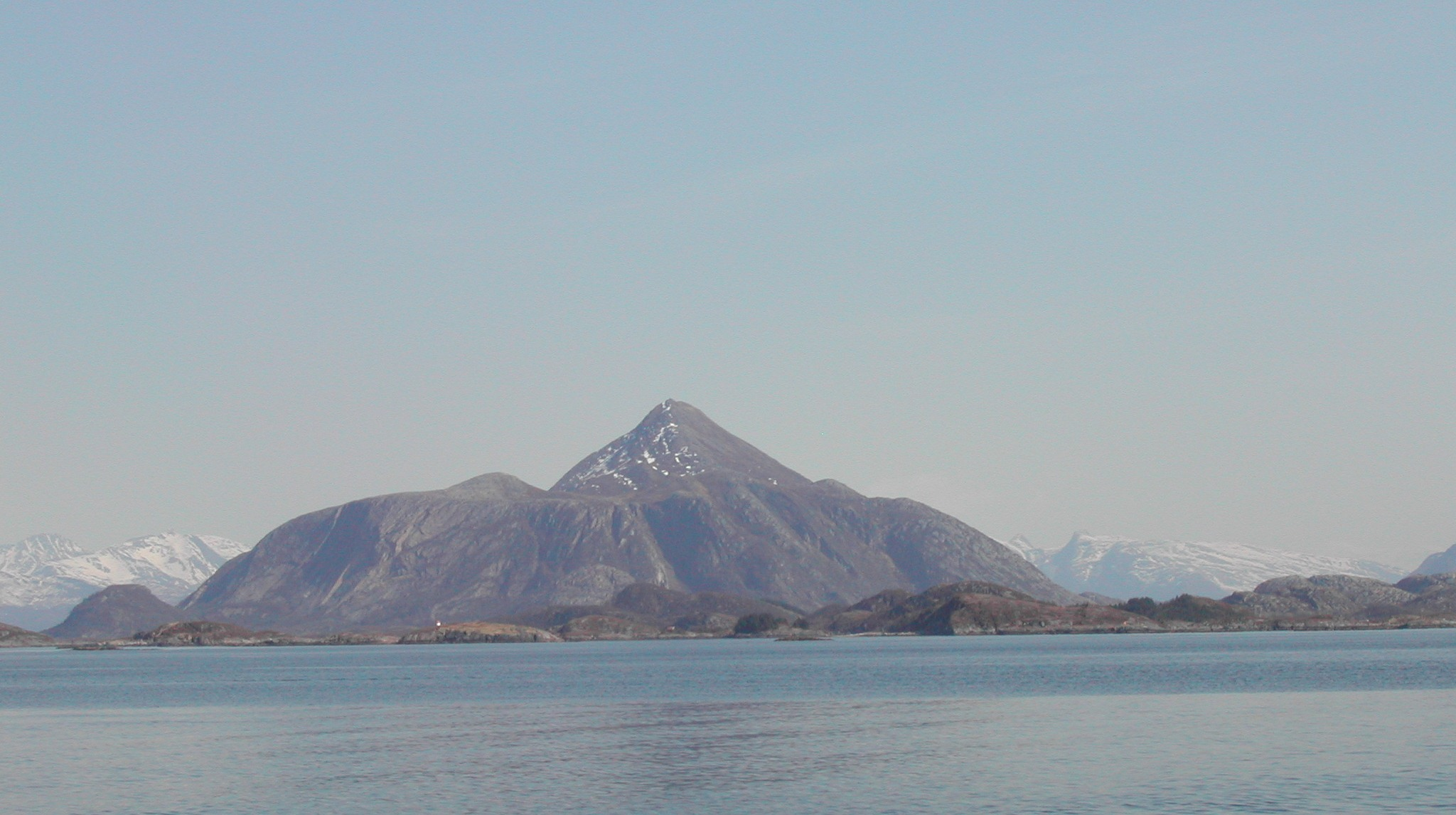
Meløya.
Photograph: Commons-Benutzer Knut

Benkestok war ein norwegisches Adelsgeschlecht.
Der erste bekannte Mann, der den Namen Benkestok trug, war Tord Benkestok (bl. 1399), der zwei Söhne namens Jon Tordsson Benkestok und Trond Tordsson Benkestok hatte. Trond war Schildknappe (Norwegisch: væpner) und Mitglied des Reichsrats. Als Reichsrat war Trond einer von denen, die den 22. August 1440 ihren Treueschwur zu Erich III. zu Norwegen aufhoben. Ein späteres und wichtiges Mitglied des Geschlechtes war Trond Tordsson Benkestok (der Jüngere) zu Meløya, der unter anderem Schildknappe, Lehnsherr und Vogt der Festung Bergenhus war. Sein Sohn war Jon Trondsson Benkestok zu Meløya, der 1591 in der Huldigung von Christian IV. zu Norwegen teilnahm. Jon war mit einer sogenannt unfreien Frau namens Birgitte Nilsdotter verheiratet. Deshalb waren seine Kinder nicht adlig. Von diesen stammen unter anderen mehrere Nordlandsgeschlechter ab.
Das Geschlecht besaß Güter in Ostnorwegen (Båhus), in Westnorwegen, in Nordnorwegen, auf den Schafsinseln und auf den Shetlandinseln.